# Villogorgia atra
Villogorgia atra är en korallart som beskrevs av Thomson och Henderson. Villogorgia atra ingår i släktet Villogorgia och familjen Plexauridae. Inga underarter finns listade i Catalogue of Life.